# Belkacem Zobiri
Belkacem Zobiri, né le 23 octobre 1983 à Gap, est un footballeur franco-algérien Il peut évoluer à la fois en tant que milieu offensif sur un côté, ou au poste d'attaquant.

## Biographie

### Formation et débuts professionnels
Belkacem Zobiri est formé au Gap HAFC. Après être sortie du centre de formation, il intègre l'équipe première du Gap HAFC où il dispute ses premiers matchs en CFA entre 2003 et 2007. 
Il s'engage ensuite pour deux ans à CS Louhans-Cuiseaux en National. 

### Passage par l'Algérie
En 2009, il décide de partir jouer dans le championnat algérien et signe à l'Entente sportive de Sétif. Dès la fin de la saison, il résilie son contrat pour retrouver le championnat français.

### Amiens SC
En 2010, il signe un contrat de 2 ans en faveur de l'Amiens SC en National.
La première saison est plutôt convaincante. En effet, il inscrit 11 buts en championnat et le club effectue une montée en Ligue 2.
Cependant, ce passage en Ligue 2 est bien plus difficile et Zobiri, qui n'avait jamais évolué à ce niveau auparavant, ne trouve le chemin des filets qu'à deux reprises. 
De plus, Amiens, terminant à une piètre dernière place, est de nouveau relégué en National. 
À l'issue de cette saison, son contrat n'est pas renouvelé par le club picard.

### USL Dunkerque
En janvier 2013, six mois après la fin de son contrat avec l'Amiens SC, et à la suite de quelques essais non concluants au Qatar ou encore en D2 allemande, il signe finalement jusqu'en fin de saison en faveur de l'USL Dunkerque, club de CFA.
Le 26 janvier, il inscrit son tout premier but sous les couleurs dunkerquoises à l'occasion d'un match amical face à la réserve du RC Lens.
Une semaine plus tard, alors qu'il est aligné pour la première fois en rencontre officielle, il inscrit son premier but en championnat, lors d'une victoire 4-1 face à Villemomble.

### AS Cannes
Le 4 juin 2013, il s'engage pour un an avec l'AS Cannes.
Le 11 février 2014, il élimine Montpellier de la Coupe de France avec un but à la 119e minute, et assure la qualification de l'équipe en quart de finale.

## Statistiques
Dernière modification effectuée le 3 février 2013.
| Club                | Saison    | Division                   | Championnat national | Championnat national |
| Club                | Saison    | Division                   | Matchs               | Buts                 |
| ------------------- | --------- | -------------------------- | -------------------- | -------------------- |
| CS Louhans-Cuiseaux | 2007-2008 | National (D3)              | 36                   | 11                   |
| CS Louhans-Cuiseaux | 2008-2009 | National (D3)              | 36                   | 3                    |
| ES Sétif            | 2009-2010 | Ligue 1 (D1)               | 14                   | 0                    |
| Amiens SC           | 2010-2011 | National (D3)              | 39                   | 11                   |
| Amiens SC           | 2011-2012 | Ligue 2 (D2)               | 29                   | 2                    |
| USL Dunkerque       | 2013      | CFA - Groupe A (D4)        | 16                   | 5                    |
| AS Cannes           | 2013-2014 | CFA - Groupe C (D4)        | 2                    | 0                    |
| CS Constantine      | 2014-2015 | Ligue 1 (D1)               | 0                    | 0                    |
| AC Amiens           | 2015-2017 | CFA - Groupe A (D4)        | 0                    | 0                    |
| AC Amiens           | 2017-2018 | National 2 - Groupe A (D4) | 0                    | 0                    |